# هرم صدهزار دلاری
هرم صدهزار دلاری (به انگلیسی: $100000 Pyramid) در سبک بازی فکری توسط شرکت باکس آفیس در سال ۱۹۸۸ تولید و منتشر گردید. در سال ۲۰۰۱ میلادی نیز نسخه‌ای از این بازی توسط دو شرکت هیپنوتیکس و سیرا آنلاین برای کامپیوترهای مبتنی بر سیستم عامل ویندوز ساخته و منتشر گردید. این بازی اولین اقتباس از سری برنامه تلویزیونی مشهوری با همین نام می‌باشد.

## گیم‌پلی
اساس کار این بازی به این صورت می‌باشد که بازیباز باید با طی نمودن موفق راندهای بازی به بالای هرم رسیده و برنده جایزه صدهزار دلاری گردد. هر راند این بازی شامل چندین بخش مجزا می‌باشد. درون هر بخش جملاتی وجود دارند، مانند «آن شی قرمز است» و بازیبازهای حریف باید با استفاده از راهنمایی‌های بازیکن اصلی، جمله مذکور را حدس بزنند.

## سازندگان بازی
| طراحان - مایک کولِی: داس - ریچارد هانسن: کمودور ۶۴ |
|                                                   |
|                                                   |

## سیستم‌ها
این بازی در سال ۱۹۸۸ برای سیستم کامپیوتر خانگی کمودور ۶۴ و سیستم‌عامل داس توسط شرکت سازنده تولید و منتشر گردید. 

## معادل انگلیسی
1. ↑  Box Office
2. ↑  Hypnotix
3. ↑  Sierra On-Line
4. ↑  Commodore ۶۴
5. ↑  MS DOS
6. ↑  Mike Cooley
7. ↑  Richard Hansen